# 酒々井町立酒々井中学校
酒々井町立酒々井中学校（しすいちょうりつ しすいちゅうがっこう）は、千葉県印旛郡酒々井町尾上にある公立中学校。

## 沿革
- 1947年（昭和22年）5月10日 - 酒々井小学校を借用して、酒々井町立酒々井中学校が開校。
- 1948年（昭和23年）8月18日 - 東校舎5教室が落成
- 1954年（昭和29年）7月1日 - 校歌制定
- 1966年（昭和41年）4月11日 - 体育館が落成（現在の町体育館）
- 1979年（昭和54年）4月2日 - 現在の地に新校舎落成（酒々井203番地から尾上141-10へ移転）[2]

## 部活動

### サッカー部
部員は19名で、目標は県大会出場である。

### 野球部
目標は県大会優勝である。県大会出場・１年生県大会準優勝・選抜県大会優勝・関東大会出場を果たした。

### 陸上競技部
目標は県大会出場である。

### ソフトテニス部
男子ソフトテニス部と女子ソフトテニス部がある。男子ソフトテニス部は、部員は1年生26人、2年生9人で、目標は県大会出場である。

### 柔道部
目標は、全国大会出場や黒帯取得である。個人戦・団体戦ともに県大会出場を果たした。

### バスケットボール部
男子バスケットボール部と女子バスケットボール部がある。

### バレー部
男子バレー部と女子バレー部がある。どちらも目標は県大会出場である。

### パソコン部
目標はパソコン検定取得である。

### その他の部活動
- 剣道部
- 吹奏楽部
- 卓球部
- 美術部[11]

## 著名な出身者
- 坂倉将吾 - プロ野球選手[12]